# Samsung Galaxy S21
Samsung Galaxy S21 — линейка смартфонов на базе Android, разработанных, производимых и продаваемых компанией Samsung Electronics в рамках своей серии Galaxy S, которая служит преемником серии Galaxy S20. Линейка была представлена на мероприятии Samsung Galaxy Unpacked 14 января 2021 года. Позже, 3 января 2022 года вышла специальная бюджетная версия модели Galaxy S21 FE.
Galaxy S21 изначально был самым дешёвым с меньшим размером экрана, позже его сменил Galaxy S21 FE с большим экраном. В отличие от Galaxy S20+, Galaxy S21+ очень похож на S21 Spec-Wise, за исключением большего дисплея и емкости батареи, а также заднего стекла. Galaxy S21 Ultra имеет больший размер экрана, батарею и множество других улучшений по сравнению с другими устройствами, включая более продвинутую настройку камеры — 108-мегапиксельный основной датчик, с лазерным автофокусом, 10x-кратный телеобъектив (впервые задействован в смартфонах) и дисплеем с более высоким разрешением 1440p.
S21 Ultra также является первым телефоном в серии Galaxy S, поддерживающим S Pen, хотя и продается отдельно и с ограниченной функциональностью.
11 августа 2021 года вместе с новой линейкой смартфонов серии Galaxy Z был представлен S Pen Pro с функцией Bluetooth и с поддержкой жестов, как это было в S Pen для линейки Galaxy Note. Впервые стилус S Pen был представлен вместе с серией Galaxy S21, а S Pen Pro компания пообещала выпустить позже в 2021 году.

## Дизайн
Серия Galaxy S21 имеет дизайн, похожий на своего предшественника: с дисплеем Infinity-O, с круглым вырезом в верхнем центре для передней селфи-камеры, но с принципиально новым дизайном камер на задней панели, которые плавно перетекают в корпус. Однако, в отличие от предшественника, на S21, S21 FE, и S21+ дисплей не изогнут. Задняя панель S21 и S21 FE выполнена из армированного поликарбоната, аналогично S20FE и Note 20, в то время как S21+ и S21 Ultra используют матовое стекло, а не глянцевое, как это было в прошлом поколении. Массив задней камеры был интегрирован в корпус телефона и окружен металлом. S21 Ultra также имеет объемную камеру из углеродного волокна для эксклюзивных цветов.

## Спецификации

### Процессоры
Линейка S21 включает в себя четыре модели с различными техническими характеристиками оборудования: международные модели S21 используют чипы Exynos 2100, в то время как американские, корейские и китайские модели используют Qualcomm Snapdragon 888.

### Дисплей
Новая линейка состоит из четырёх моделей с различными аппаратными спецификациями: S21, S21 FE, и S21+ соответственно оснащены 6,2-дюймовым экраном, 6,4-дюймовым экраном, и 6,7-дюймовым «динамическим дисплеем AMOLED» с поддержкой HDR10+ и «динамическим отображением тона», а S21 Ultra оснащен 6,8-дюймовым 1440р «Dynamic AMOLED» дисплеем с поддержкой HDR10+ и технологией «динамического отображения тона» тоже. Дисплеи S21, S21 FE и S21+ — плоские по сторонам, в то время как версия Ultra имеет изогнутые стороны и соотношение сторон 20:9 с частотой обновления 120 Гц. В S21, S21+ и S21 Ultra используется модернизированный ультразвуковой датчик отпечатков пальцев в экране. В S21 FE используется более традиционный оптический датчик отпечатков пальцев, встроенный в экран.

### Место хранения
S21 и S21+ предлагают 8 ГБ оперативной памяти, S21 FE предлагают как 6 ГБ, так и 8 ГБ оперативной памяти, а S21 Ultra имеет как 12 ГБ, так и 16 ГБ. 128 ГБ встроенной памяти являются стандартными для S21 и S21+, 128 ГБ и 256 ГБ встроенной памяти являются стандартными для S21 FE, в то время как S21 Ultra предлагает 256 ГБ и 512 ГБ. Во всех моделях отсутствует слот для карт microSD, который присутствовал в серии S20.
В серии Samsung Galaxy S21 5G была впервые использована технология Knox Vault для аппаратной защиты данных.

### Батареи
S21, S21 FE, S21+ и S21 Ultra содержат несъёмные Li-Ion батареи на 4000 мАч, 4500 мАч, 4800 мАч, и 5000 мАч соответственно. Также устройства поддерживают функцию беспроводной зарядки мощностью до 25 Вт, а также возможность заряжать другие устройства S21 между собою.

### Операционная система
Все телефоны работали на Android 11, FE — на Android 12 с One UI 3.1/4.1.
17 ноября 2021 года линейка Galaxy S21 первой получила официальную версию Android 12 и новой оболочки One UI 4.0 с множеством новых функций и косметических улучшений дизайна.
3 ноября 2022 года на аппараты линейки S21 началась рассылка обновления до Android 13/One UI 5.0 посредством FOTA.
Все они оснащены Samsung Knox для повышения безопасности устройства.

## Отзывы
В своем обзоре для The Verge Дитер Бон похвалил впечатляющий дисплей S21 Ultra, быструю производительность, длительное время автономной работы и общие улучшения в системе камеры, отдав предпочтение последней таковой в IPhone 12 Pro Max; тем не менее, Бон заметил, что задняя часть телефона из углеродного волокна более восприимчива к незначительным вмятинам и царапинам.
Пользователи сообщали, что модели Snapdragon и Exynos имеют проблемы с перегревом.